# サン・ピエール・デ・コール駅
サン＝ピエール＝デ＝コール駅（サン・ピエール・デ・コールえき、フランス語: gare de Saint-Pierre-des-Corps）は、トゥール近郊にあるフランス国鉄の主要鉄道駅である。当駅は、LGV大西洋線経由でパリのモンパルナス駅からやって来るTGVがボルドーなどトゥール以遠へ向かう場合、トゥール駅で折り返し運転をせずに当駅経由で多くの列車が直通している。トゥール地域を無停車で行く場合は、高速新線をそのまま終端まで行き当駅も経由しない。通過式構造のためトゥール駅を経由するのに比べ時間の節約となっているが、一部のTGVはトゥール駅を経由しボルドーやトゥールーズへ向かう。また、利便性を確保するためトゥール駅とを結ぶシャトル列車も運行され地域交通を担っている。
当駅は鉄道の拠点であるため、第二次世界大戦時には爆撃を受け被害を受けた。その後は貨物操車場として機能しLGV大西洋線が開業した1990年には旅客駅が再設置された。TGVの駅としてだけではなく、現在も貨物の中継基地として、またフランス西部で使用されるほとんどの鉄道車両のメンテナンス基地として重要な機能を担っている。